# The Red Jumpsuit Apparatus
The Red Jumpsuit Apparatus es una banda de Rock Alternativo formada en 2003 en Jacksonville, Florida, por el vocalista Ronnie Winter , Joey Westwood (bajista), Duke Kitchens (guitarrista) y Jon Wilkes (baterista).

## Historia

### Los primeros años (2000-2004)
El grupo fue fundado por amigos de la infancia Ronnie Winter y Duke Kitchens en la clase de AP teoría de la música que compartieron en el año 2001. Los dos estaban en otras bandas, que abarca de las canciones en la vena de Blink-182 y MxPx. Más tarde se unieron a los miembros de otras bandas de Duke y de Ronnie (Dishonest and The Recovery) y juntos formaron oficialmente la Red Jumpsuit Apparatus en 2003. The Red Jumpsuit Apparatus publicado una demo sin título con tres canciones a mediados de 2004, que agregó 9 canciones más unos meses más tarde, liberando el homónimo LP de 12 canciones ese mismo año.
Muy popular en su escenario local, la banda encontró dificultades para asegurar el apoyo de la etiqueta. Su base de fanes seguido construyendo a un casi desconocido-de nivel para una banda local, en vez atraer sede en Nueva York de A & R / Gestión ejecutivo Steve Tramposch. Apenas unos meses después, tras una oleada de atención de la industria, la banda firmó con Virgin Records a partir de Tramposch aceptó un título y un Alto R allí.

### Don't You Fake It(2005-2007)
En 2006, lanzaron su primer LP,Don't You Fake it con los sencillos Face Down, False Pretense,Your Guardian Angel y Damn Regret.
El álbum fue certificado oro el 27 de noviembre de 2006 por el RIAA para ventas superiores a 500.000 copias. En febrero de 2007, The Red Jumpsuit Apparatus encabezó el EE. UU. Take Action Tour organizado para la prevención del suicidio juvenil, junto con bandas como My Chemical Romance y Rise Against.
Su canción "In Fate's Hands" aparece en el videojuegoMadden NFL 07 , su canción "Face Down" aparece en los videojuegos los Santos Row 2 y ' "MX vs ATV: Untamed , y su canción "False Pretense" aparece en la película Never Back Down 2008
Desde 2006-2008 la banda hizo varias cabezas de cartel y muestra de apoyo a bandas como 30 Seconds to Mars, Madina Lake, The Audition, Saosin, Scary Kids Scaring Kids, Taking Back Sunday, Lorene Drive, The Used, Monty Are I, Amber Pacific, Boys Like Girls, Halifax, Emery, A Static Lullaby, and So They Say.
The Red Jumpsuit Apparatus Don't You Fake it Deluxe Edition (CD / DVD) fue lanzado el 23 de febrero de 2007. El CD incluye el álbum y dos canciones exclusivas, una música acústica versión de "Face Down" y un "bonus track" inédito Australia "Disconnected".
El 3 de mayo de 2007, The Red Jumpsuit Apparatus acabó en Fort Rucker, Alabama para ayudar en beneficio de la reconstrucción de la La empresa High School después de haber sido destruido por un tornado el 1 de marzo de 2007.
Además, en mayo de 2007, la banda de un solo, "Face Down", apareció en la película Georgia Rule.
En una entrevista de 2007 con la escena de la Florida espectáculos, The Red Jumpsuit Apparatus asociado con Virgin Records para recaudar fondos para la Coalición Nacional Contra la Violencia Doméstica. También encabezó el ¡Tome acción! Tour, que patrocina la conciencia contra el suicidio adolescente, contra la crueldad hacia los animales, y la violencia doméstica.
"In Fate's Hands" fue utilizado en Madden NFL 07, así como la OSL 2007 NUNCAStarleague (Ongamenet). canciones adicionales utilizados durante la temporada OSL fueron "Waiting" y "Atrophy".

### Lonely Road (2008-2010)
En junio de 2007, de acuerdo a Billboard.com, Red Jumpsuit Apparatus comenzó a trabajar en su segundo álbum,Lonely Road,que había "una fecha de lanzamiento tentativa siendo el verano de 2008. La banda se retiró luego de sus presentaciones confirmadas en el Australian Soundwave festival de música de Australia gira 2008, después de su presidente etiqueta se comprometió a pagar el dinero que se le debía y tener la banda en el estudio.
En abril de 2008, la banda comenzó una gira acústica en la costa este, en varios lugares con el grupo Amaru, que es de la misma ciudad natal. Ronnie dice que la visita sintió como si fueran "Volviendo donde todo empezó."
Después de retirarse del 2008 Soundwave festival de música de Australia, la banda participó en el line-up para el 2009.
El 30 de septiembre de 2008, la banda anunció en una MySpace blog que el 3 de octubre, que se estrenará una versión demo de una canción del próximo álbum. La canción iba a estar disponible el día anterior a los miembros de la Red Jumpsuit Apparatus grupo de aficionados "Alianza". Sin embargo, el estudio de la canción Pen And Paper fue puesto en libertad a los miembros del grupo "Alianza" de seguidores el 9 de octubre, y fue lanzado en MySpace de la banda el día siguiente. Otra canción, se estrenó "You Better Pray", el primer sencillo de "Lonely Road", fue todo el mundo en PlanetRadio1073.com  para el comienzo de música gratis el 21 de octubre y comenzó streaming al día siguiente en la página MySpace de la banda.
Su segundo álbum de estudio, titulado Lonely Road,fue puesto en libertad el 3 de febrero, debutando en el lugar decimocuarto en El Billboard 2000, y fue producido por Howard Benson (My Chemical Romance, Daughtry, Hoobastank, POD, All-American Rejects, Seether, Cold).
A partir de octubre de 2008, Matt Carter había reemplazado al guitarrista anterior. Carter fue visto trabajando como técnico de la banda en el invierno y la primavera de 2008. Se había atascado anteriormente con la banda antes, pero decidió continuar en otra cosa. Matt se le pidió que tome su lugar y se ha comprometido a jugar con The Red Jumpsuit Apparatus. En una entrevista con un diario de Jacksonville, Ronnie se le preguntó si Matt era oficialmente en la banda, a lo que respondió: "Yo no lo sé. Supongo que en la banda. Estamos tomando las cosas con calma." Matt ha estado jugando con el mono rojo desde entonces.
En apoyo de este álbum la banda ha hecho giras en el invierno de 08/09 y la primavera de 2009 con bandas como Shinedown, Framing Hanley, Tickle Me Pink, y otras.
A finales de mayo de 2009, se anunció junto con Hollywood Undead,y MEST que estaría haciendo una gira de verano para los meses de junio y julio, jugando sobre todo del club y muestra pequeño local. Se reunieron con Monty Are I para una gira en agosto de 2009 por Canadá y California.

### The Hell Or High Water,Am I the Enemy(2010-presente)
El 29 de enero de 2010, The Red Jumpsuit Apparatus anunció a través de su página de Twitter que habría un nuevo EP a cabo a finales de julio y agosto.
En febrero de 2010, la banda despidió al largo tiempo, Steve Tramposch y también se separó de su sello Virgin Records, citando a la promoción de los pobres  Lonely Road '. Se decidió poner en libertad la música independiente. De acuerdo con el vocalista Ronnie Winter. La canción primero de estos fue "Valentine's Day", que fue lanzado de forma gratuita en el Día de San Valentín, 14 de febrero de 2010.
El 22 de junio de 2010, The Red Jumpsuit Apparatus anunció a través de MySpace blog que su próximo lanzamiento del PE se titula The Hell or High Water EP, y que el primera canción de ella, "Choke", sería liberada el 28 de junio de 2010 como una descarga gratuita. El EP fue grabado en el estudio de la banda en Middleburg, Florida, y fue mezclado y masterizado por Pablo Lapinski.
Este es su primer lanzamiento después de su salida de Virgin Records y fue lanzado el 24 de agosto de 2010. El álbum de larga duración después de la EP saldrá a principios de 2011 que se llamara Am I the Enemy
El video musical para el primer sencillo del EP - Choke, se estrenó en purevolume.com el 25 de agosto de 2010 en apoyo de la liberación del PE. Era una parte de una serie de tres partes, seguido de "Don't Hate" y "Hell Or High Water". Se muestran personajes matando tipo de registro personal ejecutivo, huyendo de la policía, y luego muriendo en el vídeo final. La moraleja es que la violencia no resuelve nada.
En octubre de 2010, la Red Jumpsuit Apparatus entró al estudio para grabar su tercer álbum de larga duración Am I the Enemy que finalizó en diciembre de 2010 con el productor John Feldmann. La fecha de lanzamiento prevista para el álbum es marzo de 2011.
Red Jumpsuit pasó una temporada de tres días 9, 10, 11 de enero, tocando en tres ciudades de Florida con los demás grupos cercanos de la región. En forma para los rivales ha sido una banda muy estrecha con The Red Jumpsuit Apparatus por lo que se supone que realizará una gira juntos de nuevo.
En marzo de 2011, la banda anunció que espera embarcarse en una gira por el Reino Unido, junto a la banda escocesa Screamo Yashin y la del Reino Unido, LYU rockers.
El 24 de marzo de 2011 subieron a la red una nueva canción, "Reap", posiblemente primer sencillo de su nuevo LP- Am I the Enemy en marzo de 2011 salió una nueva canción a la luz titulada "Fall From Grace" y en mayo salió "Salvation".
Ya en el año 2013 "Red Jumpsuit" nos sorprende con su nuevo "EP" llamado "Et Tu Brute", lanzado el 15/05/2013 el cual contiene 6 nuevos temas("Cards", "Remember Me", "Chariot", "Wide Is The Gate", "You Can't Trust Anyone These Days" y "The Crazy Ones") álbum el cual ya ha publicado dos nuevos videos: "The Crazy Ones"(video "no oficial" de los miembros de RJA) y "Remember Me", el cual muestra la historia de como afecta un suicidio a las personas.

## Miembros
| Miembros actuales - Ronnie Winter - vocalista (2003-presente) - Joey Westwood - bajo (2005-presente) - Randy Winter - guitarra rítmica (2011-presente) - Josh Burke - guitarra principal (2011-2013)(2015-presente) - John Spy - batería, percusiones (2015–presente) | Miembros anteriores - James Gumbs - bajo (2003) - Brent Kumba - batería(2003) - Thomas Amason - guitarra y vocalista de apoyo(2003-2005) - Duke Kitchens - guitarra principal, coro (2003–2011) - Dan Wagler - batería,percusiones (2003-2004) - Thomas Wurth - bajo(2003-2004) - Elias Reidy - guitarra y vocalista de apoyo (2005-2008) - Jon Wilkes - batería,percusiones (2005–2011) - 'Matt Carter - guitarra principal (2008-2011), (2013-2015) - John Hartman - batería,percusiones (2012–presente) Exmiembros de gira - Kristopher Comeaux - batería,percusiones (2011–2012) |

## Discografía

### Álbumes de estudio
| 2004                                      | The Red Jumpsuit Apparatus Retrieved on 2004. | —  | —  |     |
| 2006                                      | Don't You Fake It                             | 25 | 23 | Oro |
| 2009                                      | Lonely Road                                   | 14 | —  |     |
| 2011                                      | Am I the Enemy                                | —  | —  |     |
| 2013                                      | Et Tu Brute?                                  | 14 | —  |     |
| 2014                                      | 4                                             | —  | —  |     |
| 2018                                      | The Awakening                                 | —  | —  | —   |
| "—" denotes a release that did not chart. |                                               |    |    |     |

### Singles
| Year | Title                                     | Peak chart positions | Peak chart positions | Peak chart positions | Peak chart positions | Peak chart positions | Peak chart positions | Album             |
| Year | Title                                     | U.S.                 | U.S. Pop             | U.S. Digital         | U.S. Mod. Rock       | U.S. Main. Rock      | NZ                   | Album             |
| ---- | ----------------------------------------- | -------------------- | -------------------- | -------------------- | -------------------- | -------------------- | -------------------- | ----------------- |
| 2006 | "Face Down"                               | 24                   | 15                   | 20                   | 3                    | 38                   | 4                    | Don't You Fake It |
| 2007 | "False Pretense"                          | —                    | —                    | —                    | 39                   | —                    | —                    | Don't You Fake It |
| 2007 | "Your Guardian Angel"                     | 122                  | —                    | —                    | —                    | —                    | 19                   | Don't You Fake It |
| 2008 | "Damn Regret"                             | —                    | —                    | —                    | —                    | —                    | —                    | Don't You Fake It |
| 2008 | "You Better Pray"                         | —                    | —                    | —                    | 17                   | 31                   | —                    | Lonely Road       |
| 2009 | "Pen and Paper"                           | 75                   | —                    | 46                   | —                    | —                    | —                    | Lonely Road       |
| 2009 | "Represent"                               | —                    | —                    | —                    | —                    | —                    | —                    | Lonely Road       |
| 2013 | "I Come From The Swamp"                   | —                    | —                    | —                    | —                    | —                    | —                    |                   |
| 2013 | "—" denotes a release that did not chart. |                      |                      |                      |                      |                      |                      |                   |